# Diamond League
Az Diamond League évenként megrendezett atlétikai versenysorozat, mely a Nemzetközi Atlétikai Szövetség (IAAF) szervezésében kerül lebonyolításra. 2010-ben váltotta elődjét, az IAAF Golden League sorozatot, mely 1998 óta került megrendezésre.
Amíg a Golden League a legnagyobb európai versenyeket foglalta magában, a Diamond League célja a sorozat kiterjesztése a többi kontinensre is. Az európai helyszínek mellett mint házigazda megjelenik az Amerikai Egyesült Államok, Kína, valamint Katar.

## Külső hivatkozások
- Hivatalos oldal